# Pandua
Pandua är en ort i Indien.   Den ligger i distriktet Hugli och delstaten Västbengalen, i den östra delen av landet, 1 300 km sydost om huvudstaden New Delhi. Pandua ligger 19 meter över havet och antalet invånare är 28 205.
Terrängen runt Pandua är mycket platt. Runt Pandua är det mycket tätbefolkat, med 1 411 invånare per kvadratkilometer. Närmaste större samhälle är Bānsbāria, 17,8 km sydost om Pandua. Trakten runt Pandua består till största delen av jordbruksmark.